# Pakabsidia
Pakabsidia es un género de escarabajos de la familia Cantharidae. En 1972 Wittmer describió el género. Esta es la lista de especies que lo componen:
- Pakabsidia brancuccii  Kopetz, 2006
- Pakabsidia brevipennis  Svihla, 2004
- Pakabsidia carinthiaca  (Wittmer 1973)
- Pakabsidia heinzi  Wittmer, 1978
- Pakabsidia himachalica  Wittmer, 1997
- Pakabsidia kaganensis  Wittmer 1981
- Pakabsidia kuluana  Wittmer, 1979
- Pakabsidia ladakhensis  Wittmer, 1997
- Pakabsidia lateriemarginata  Wittmer, 1997
- Pakabsidia mixtus  (Wittmer, 1993)
- Pakabsidia olexai  Svihla, 1983
- Pakabsidia quadricollis  (Wittmer 1993)
- Pakabsidia schmidti  Kopetz, 2006
- Pakabsidia semimetallicus  (Wittmer, 1997)
- Pakabsidia semiopaca  (Pic 1909)
- Pakabsidia seximpressa  (Pic 1921)
- Pakabsidia sikkimensis  (Wittmer 1997)
- Pakabsidia sintanana  (Pic 1938)
- Pakabsidia svihlai  Kopetz, 2006
- Pakabsidia swatensis  Wittmer, 1972
- Pakabsidia testaceitincta  Wittmer 1979
- Pakabsidia thomasi  Wittmer, 1981
- Pakabsidia weigeli  Kopetz, 2006